# دادوستد
دادوستد، معامله‌گری یا تجارت (به انگلیسی: Trade) به معنای فعالیت‌های اقتصادی خرید و فروش کالاها و خدمات به ویژه خرید با هدف فروش مجدد و با هدف کسب سود یا منفعت مالی است. در دادوستد مالکیت کالا و خدمات از کسی یا نهادی (فروشنده) به دیگری در برابرِ دریافت پول از خریدار واگذار می‌شود. روی‌هم‌رفته هرگونه کاری (که بتوان سنجید و اندازه‌گیری کرد) را که مردم در برابر کالا یا خدمتی، کالا یا خدمت یا بهای آن را واگذار نموده و هر دو به هنگام این کار راضی و خشنود باشند دادوستد گفته می‌شود. دادوستد دو بخش دادوستد داخلی و دادوستد خارجی را دربرمی گیرد. در روال امروزی به دادوستد کالاها یا خدمات بازرگانی (تجارت) گفته می‌شود و برای بهتر داد و ستد کردن در زمان اندک نیاز به داده‌ها و آگاهی‌ها سرپرستی کردن آن برای رسیدن به هدف است. بازرگانی سازوکاری است که هستهٔ سرمایه‌داری را می‌سازد.

## تاریخ دادوستد

### پیش از تاریخ
دادوستد با آغاز رفت و آمدهای مردمان در زمان پیشاتاریخ آغاز شده است. بازرگانی هسته زندگی مردم پیش از تاریخ است، که کالا و خدمات را از یکدیگر قبل از نوآوری مدرن و ایجاد ارز مبادله می‌کردند. پیتر واتسون پیشینه بازرگانی را از حدود ۱۵۰٫۰۰۰ سال پیش می‌داند. باور بر این است که نخستین کالای بازرگانی که در دوره پیش از تاریخ پیدا شده، یافته‌های باستان شناسان از دادوستد ابسیدین (شیشه آتشفشانی) از آناتولی به ایران و میانرودان و نیز سنگ آتشزنه در دوره پارینه‌سنگی است.

### ابسیدین
نخستین کاربرد ابسیدین در خاور نزدیک در دوران پارینه سنگی زیرین و میانی است.
بوسانکوات یکی از پژوهشگران است که دادوستد سنگ را، در حفاری در سال ۱۹۰۱ یافته است.
دادوستد نخستین بار در جنوب غرب آسیا آغاز شد. گمان می‌شود که از ابسیدین به عنوان یک ماده برای ظروف یا ابزار برش بکار گرفته می‌شد، هر چند از مواد دیگر به آسانی قابل تهیه تر بود، به‌جای آن، کاربران ابسیدین از ثروتمندان در نظر گرفته شده‌اند گروهی از قبیله که از آن برای وظایفشان بهره می‌بردند و به عنوان " مرد ثروتمند سنگ آتشزنه " نامیده می‌شدند.
دادوستد این ماده در اروپا در دوران نوسنگی در مدیترانه بود. در حدود ۱۲٬۰۰۰ سال قبل از میلاد شبکه‌ای از آناتولی به عنوان منبع اصلی برای بازرگانی با شرق دریای مدیترانه، ایران و مصر بود (با توجه به مطالعه زارین در سال ۱۹۹۰).

### گسترش بازرگانی
مواد بکار رفته برای ساخت جواهرات در مصر از سال ۳۰۰۰ قبل از میلاد خرید و فروش می‌شد. پیشگام جاده ابریشم یا همان جاده یشم هزاران سال پیش از این در سبزدشتهای اوراسیا پر رفت وآمد و شناخته شده بود. در دورانهایی پس از آن، راه‌های دور بازرگانی دیگری نزدیک به سه هزار سال پیش از میلاد پدیدار شد، زمانی که سومری‌ها در بین‌النهرین با تمدن هاراپا از دره سند دادوستد می‌کردند. فنیقی‌ها، که بازرگانان دریا نام گذاشته شده‌اند، در سراسر دریای مدیترانه، و تا بریتانیا در شمال برای منابع قلع برای ساخت برنز سفر می‌کردند. برای این خواسته، آن‌ها بندرگاه‌های یونانی نشین بازرگانی به نام هسته بازرگانی را پایه‌گذاری کردند. شاهنشاهی هخامنشیان، در جایگاه نخستین فرمانروایی بزرگ دوران تاریخی، براستی شرق و غرب را به هم پیوند داد و جاده شاهی از خراسان بزرگ در شرق ایران به سارد در آناتولی شاهراهی بازرگانی بود که روند تاریخ را دگرگون کرده، الگویی برای فرمانروایان پس از خود در کار بازرگانی و فراهم کردن زیرساختهای آن و مایه آشنایی شرق و غرب گردید. از آغاز تمدن یونانی تا فروپاشی امپراتوری روم در سده پنجم میلادی، بازرگانی ادویه ارزشمند به اروپا از شرق دور، بازرگانی پر سودی از هند بود. امپراتوری روم نیز به گسترش و افزایش بازرگانی یاری نمود. آنان شبکه پایدار و امن حمل و نقل را به راه انداخته، کالاهای بازرگانی را بی واهمه از دزدی دریایی جابجا می‌کردند. فروپاشی امپراتوری روم و قرون وسطی، بستری ناپایدار برای اروپای غربی و فروپاشی شبکه‌های بازرگانی در جهان غرب را به ارمغان آورد. دادوستد با این حال پیگیری شد و در میان پادشاهی آفریقا، شرق میانه، هند، چین و جنوب شرق آسیا شکوفایی یافت. بازرگانی برخی در غرب رخ داد. برای نمونه، رادانیست‌های قرون وسطی یا گروهی از بازرگانان یهودی که بین مسیحیان اروپا و مسلمانان خاور نزدیک داد و ستد می‌کردند.

### قرون وسطی
در طول قرون وسطی، آسیای مرکزی، مرکز اقتصادی جهان بود. سغدیان شرق و غرب را در مسیر دادوستد تحت سلطه داشتند که به عنوان جاده ابریشم پس از قرن ۴ تا قرن ۸ میلادی، با سویاب و تالاس در میان مراکز اصلی خود در شمال شناخته شده‌اند. آن‌ها بازرگانان کاروان اصلی آسیای مرکزی بودند.
از قرن ۸ تا ۱۱، وایکینگ‌ها و وارانجیان‌ها در اسکاندیناوی سفرهای تجاری می‌کردند. وایکینگ‌ها به اروپای غربی سفر می‌کردند، در حالی که وارانجیان‌ها به روسیه می‌رفتند. هانسیتیک اتحاد تجاری شهرستان‌هایی است که انحصار دادوستد را در بیشتر شمال اروپا و منطقه بالتیک، بین قرن ۱۳ و ۱۷ در اختیار داشتند.

### تاریخچه کشف

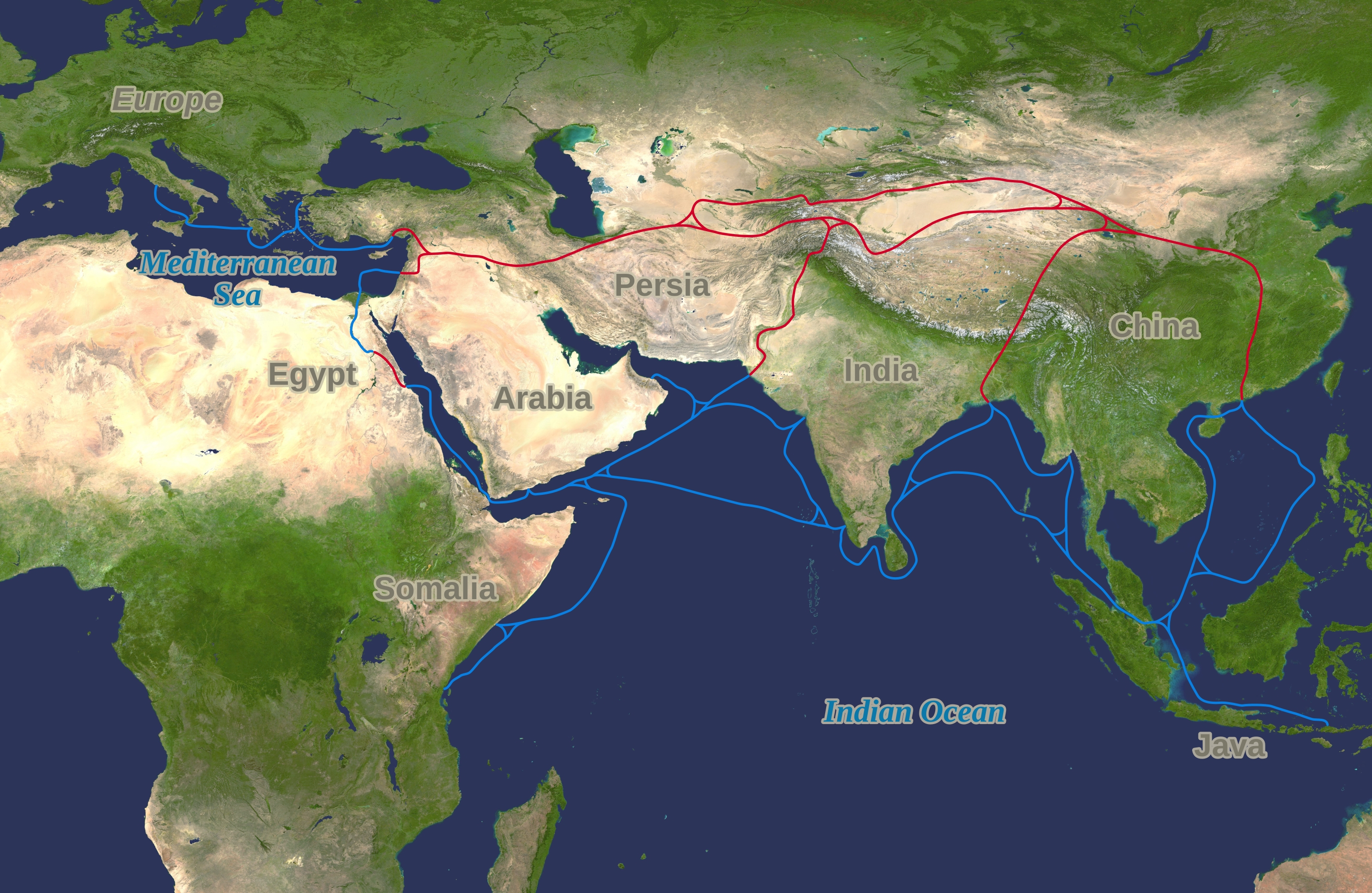
نقشهٔ راه ابریشم دادوستد، بین اروپا و آسیا

واسکو دا گاما پیشگام دادوستد ادویه اروپا بود در سال ۱۴۹۸ او بعد از سفر در اطراف دماغه امید نیک در نوک جنوبی قاره آفریقا به کالیکات رسید. پیش از این، جریان ادویه از هند به اروپا توسط قدرت‌های اسلامی، به ویژه مصر کنترل می‌شد. دادوستد ادویه از اهمیت اقتصادی زیادی برخوردار بود و محرک تاریخچه کشف در اروپا بود. ادویه جات ترشی جات و برخی از کالاهای که با ارزش‌ترین بودند، از جهان شرق به اروپا منتقل می‌شدند و گاهی وقت‌ها رقیب طلا می‌شدند
در قرن شانزده، هفده استان مرکز دادوستد آزاد، با هیچ کنترل ارز، و دفاع از حرکت آزاد کالا بود. دادوستد در هند شرقی توسط پرتغال در قرن ۱۶، هلند در قرن ۱۷، و بریتانیا در قرن ۱۸ تحت سلطه بود. امپراتوری اسپانیا روابط بازرگانی به‌طور منظم در سراسر اقیانوس اطلس و اقیانوس آرام را توسعه داده بود. آدام اسمیت در سال ۱۷۷۶، با چاپ مقاله تحقیق در ماهیت و علل ثروت ملل، این سیاست موازنه بازرگانی کشور را مورد انتقاد قرار داد. و استدلال کرد که ملت‌ها می‌توانند از تخصص اقتصادی فقط به عنوان شرکت‌های زیادی بهره‌مند شوند. از آنجا که تقسیم کار به اندازه بازار محدود می‌شد، او گفت که کشورها با دسترسی به بازارهای بزرگتر قادر به تقسیم کار مؤثر تر و در نتیجه سازنده تر خواهند بود. اسمیت گفت: که او کنترل واردات و صادرات را در نظر گرفته که به دادوستد ملت‌ها به عنوان یک کل به نفع صنایع خاص آسیب می‌رساند. در سال ۱۷۹۹، کمپانی هند شرق هلندی، که قبلاً بزرگ‌ترین شرکت جهان بود تا حدی به دلیل افزایش دادوستد آزاد رقابتی، ورشکسته شد.

### تاریخچه خرد
در سال ۱۸۱۷، دیوید ریکاردو، جیمز میل و رابرت تورنز نشان دادند که بهره‌مندی از دادوستد آزاد صنعتی ضعیف و قوی، در نظریه مزیت نسبی معروف است. در اصول اقتصاد سیاسی و مالیات نظریه ریکاردو هنوز هم عجیب در نظر گرفته شده و در اقتصادهای پیشرفته کاربرد دارد.
هنگامی که یک تولیدکننده کالا را تولید و آن را به یک کشور ناکارآمد می‌فرستد که قادر به تولید مؤثر تر آن نیست، به نفع هر دو کشور است.
تعالی دادوستد آزاد در درجه اول بر مزیت ملی در اواسط قرن ۱۹ است. که محاسبه شده بود که آیا هر کشور خاص برای باز کردن مرزهای خود به واردات از آن بهره‌مند می‌شود؟
جان استوارت میل، نشان داد که یک کشور با قدرت قیمت‌گذاری انحصاری در بازار بین‌المللی می‌تواند از نگاه دادوستد از طریق حفظ تعرفه‌ها و پاسخ به این روابط متقابل در سیاست تجاری ممکن است. ریکاردو و دیگران قبلاً پیشنهاد دادند. این به عنوان مدرک علیه دکترین جهانی دادوستد آزاد ارائه شده است، که اعتقاد بر این بود که بیشتر مازاد اقتصادی دادوستد به یک کشور، به جای سیاست‌های کاملاً رایگان دادوستد است. این سناریو در عرض چند سال در صنعت توسعه یافته توسط ترویج این نظریه که دولت «وظیفه» حمایت از صنایع جوان را دارد، هر چند تنها برای یک زمان برای آن‌ها به منظور توسعه ظرفیت کامل بود. این سیاست در بسیاری از کشورها باعث به صنعتی کردن و از رقابت خارج کردن صادرکنندگان انگلیسی شد. میلتون فریدمن بعد ادامه داد: این اندیشه، نشان از آن دارد که شرایط چند تعرفه‌ای به نفع کشور میزبان است، اما هرگز برای جهان بزرگ نیست.

### قرن بیستم
رکود بزرگ اقتصادی از سال ۱۹۲۹ تا اواخر ۱۹۳۰ وجود داشت. در طی این مدت، افت بزرگ در دادوستد و سایر شاخص‌های اقتصادی دیده شد.
عدم وجود دادوستد آزاد توسط بسیاری به عنوان یک عامل اصلی رکود در نظر گرفته شد. فقط در طول جنگ جهانی دوم رکود اقتصادی در ایالات متحده به پایان رسید. همچنین در طول جنگ، در سال ۱۹۴۴، ۴۴ کشور توافقنامه برتون وودز را، برای جلوگیری از موانع تجاری ملی امضا کردند، برای جلوگیری از رکود. که راه اندازی قوانین و نهادها برای تنظیم اقتصاد سیاسی بین‌الملل بود: صندوق بین‌المللی پول و بانک بین‌المللی بازسازی و توسعه را ادامه دادند (که بعدها به بانک جهانی و بانک تسویه بین‌المللی تقسیم شده است). این سازمان‌ها در سال ۱۹۴۶ عملیاتی شدند پس از آنکه کشورها به اندازه کافی این توافقنامه را به تصویب رساندند. در سال ۱۹۴۷، ۲۳ کشور با توافقنامه عمومی تعرفه و دادوستد برای ترویج دادوستد آزاد موافقت کردند.

### دادوستد آزاد
دادوستد آزاد بیشتر، در اواخر قرن ۲۰ و اوایل ۲۰۰۰وجود داشت.
اتحادیه اروپا در ۱۹۹۲ موانع دادوستد داخلی در کالا و کار را برداشت. ۱ ژانویه، ۱۹۹۴ موافقتنامه دادوستد آزاد آمریکای شمالی (NAFTA) تصویب شد.
سال ۱۹۹۴ موافقتنامه GATT در مراکش سازمان دادوستد جهانی را ایجاد کرد. در ۱ ژانویه ۱۹۹۵ سازمان دادوستد جهانی برای تسهیل دادوستد آزاد، توسط حکم متقابل مورد علاقه ملت‌ها و دادوستد میان تمام امضاء کنندگان ایجاد شد.
EC اتحادیه اروپا، که اتحادیه اقتصادی (EMU) در سال ۲۰۰۲ بود، از طریق معرفی یورو، و ایجاد این یک بازار واقعی بین ۱۳ کشور عضو، از تاریخ ۱ ژانویه، ۲۰۰۷ تشکیل شد.
سال ۲۰۰۵، توافقنامه دادوستد آزاد آمریکای مرکزی، شامل ایالات متحده و جمهوری دومینیکن به امضاء رسید.

### حمایت گرایی
حمایت گرایی سیاست‌های محدودکننده و منع دادوستد بین کشورها و در تضاد با سیاست‌های دادوستد آزاد است. این سیاست اغلب به صورت تعرفه‌ها و سهمیهٔ محدودکننده انجام می‌شود. سیاست‌های حمایت گرایی به ویژه در ۱۹۳۰، بین رکود اقتصادی و شروع جنگ جهانی دوم رایج بود.

### دین
آموزه‌های مسلمانان آن‌ها را تشویق به دادوستد (و محکوم کردن ربا) می‌نماید. دادوستد در جامعه مزایایی دارد ولی دادوستد غلط و بدون رعایت مؤلفه‌های دینی غنی را غنی تر و فقیر را فقیر تر می‌سازد. چنانچه تقلب و غش در معامله یکی اسباب بطلان معامله مطرح شده است و رعایت انصاف به عنوان یکی از مؤلفه‌های دینی برای رعایت حال تمام خریداران مورد تأکید دین اسلام است. آموزه‌های یهودی مسیحی معامله گران را برای جلوگیری از افزایش تقلب تشویق می‌کند.

### توسعه پول
اولین نمونه از پول، اشیاء با ارزش بود. این پول کالا نامیده می‌شد و شامل هر کالای به‌طور معمول در دسترس است که ارزش ذاتی دارد، نمونه‌های تاریخی آن عبارتند از: خوک، صدف‌های نادر، دندان نهنگ، و (اغلب) گاو. در قرون وسطی در بابل، نان به عنوان شکل اولیه پول مورد استفاده قرار گرفت. در مکزیک دانه‌های کاکائو پول بودند.
نرخ ارز به عنوان پول استاندارد برای تسهیل مبادله گسترده‌تر کالاها و خدمات معرفی شده بود. این اولین مرحله از ارز است، که در آن فلزات با ارزش ذخیره شده، و نمادها به نمایندگی از کالاها مورد استفاده قرار گرفت، تشکیل اساس دادوستد از ۱۵۰۰ سال پیش بود.
نمونه‌هایی از سکه‌ها از اولین جوامع در مقیاس بزرگ، اگر چه در ابتدا این‌ها توده بی‌نام و نشان از فلزات گرانبها بودند. اسپارت باستان برای دلسرد کردن شهروندان خود از درگیر شدن در بازرگانی خارجی سکه از آهن ضرب کرد.

## روند کنونی

### دور دوحه
دور دوحه مذاکرات سازمان دادوستد جهانی با هدف کاهش موانع دادوستد در سراسر جهان، با تمرکز بر دادوستد عادلانه تر برای کشورهای در حال توسعه است. مذاکرات برای از بین بردن شکاف بین غنی کشورهای توسعه یافته، به نمایندگی از G20، و کشورهای عمده در حال توسعه صورت گرفته است. یارانه‌های کشاورزی مهم‌ترین مسئله است که بر اساس سخت‌ترین مذاکره‌ها توافق شده است. در مقابل، توافق زیادی در تسهیل دادوستد و ظرفیت‌سازی وجود دارد. دور دوحه در دوحه، قطر، آغاز شد و مذاکرات پس از آن در: کانکون، مکزیک، ژنو، سوئیس و پاریس، فرانسه و هنگ کنگ ادامه یافت.

### چین
از حدود ۱۹۷۸، دولت جمهوری خلق چین (PRC) آزمایش در اصلاحات اقتصادی را آغاز کرد. در مقایسه با سبک قبلی اقتصاد برنامه‌ریزی متمرکز شوروی، اقدامات جدید به تدریج محدودیت‌های اعمال شده بر روی کشاورزی، توزیع کشاورزی و چند سال بعد، شرکت‌های شهری و کاری را دربرداشت. رویکرد بازار محور ناکارآمدی و تحریک سرمایه‌گذاری‌های خصوصی، به ویژه کشاورزان را کاهش می‌دهد، که منجر به افزایش بهره‌وری و خروجی می‌گردد. یکی از ویژگی‌ها استقرار چهار (بعد از پنج) در مناطق ویژه اقتصادی واقع در امتداد سواحل جنوب شرقی بود.
اصلاحات نشان داد که موفقیت چشمگیری در افزایش خروجی، تنوع، کیفیت، قیمت و تقاضا است. در شرایط واقعی، اقتصاد در اندازه بین ۱۹۷۸ و ۱۹۸۶، دو برابر شد و دوباره در سال ۱۹۹۴ دو برابر شد، و دوباره در سال ۲۰۰۳انجام شد. به صورت واقعی سرانه، دو برابر از پایه ۱۹۷۸، در سال ۱۹۸۷، ۱۹۹۶ و ۲۰۰۶ صورت گرفت. سال ۲۰۰۸، اقتصاد ۱۶٫۷ برابر اندازه آن در سال ۱۹۷۸ بود، و ۱۲٫۱ برابر سطح قبلی سرانه بود. پیشرفت دادوستد بین‌المللی حتی با سرعت بیشتری به‌طور متوسط هر ۴٫۵ سال، دو برابر شده است. مجموع دادوستد دو طرفه در ژانویه سال ۱۹۹۸ که از سطح دادوستد تمام سال ۱۹۷۸ و سه‌ماهه اول سال ۲۰۰۹، بیش از سطح دادوستد تمام سال ۱۹۹۸ بود. در سال ۲۰۰۸، دادوستد دو جانبه چین بالغ بر ۲٬۵۶ تریلیون دلار آمریکا است. در سال 1991 PRC به گروه انجمن همکاری‌های اقتصادی آسیا و اقیانوس آرام، پیوست. در سال ۲۰۰۱، نیز به سازمان دادوستد جهانی پیوست.

## دادوستد جهانی
بازرگانی بین‌المللی، دادوستد کالا و خدمات در سراسر مرزهای کشورها است. در بیشتر کشورها، نشان دهنده بخش بزرگی از تولید ناخالص داخلی است. با آنکه که بازرگانی جهانی در سراسر تاریخ (جاده یشم، جاده ابریشم، جاده کهربا) برپا بوده است، ارزش اقتصادی، اجتماعی، سیاسی آن در همین چند سده، بیشتر به دنبال انبوه‌ساز شدن، ترابری پیشرفته، جهانی شدن، شرکت‌های چند ملیتی، و صادرات افزایش یافته است. در واقع، شاید مایه پیشرفت روزافزون بازرگانی جهانی همین است که بیشتر منظور از اصطلاح «جهانی شدن» است. نشانه پیشرفت در بازرگانی را می‌توان در ناسازگاری میان کشورهایی مانند کره جنوبی، که راهبرد انبوه‌سازی صادرات گرا، و هند، که راهبرد بسته تری دارد در تاریخ دید (گرچه هند باز کردن اقتصاد خود را از سال ۲۰۰۵ آغاز کرده است). کره جنوبی بسیار بهتر از ترازهای اقتصادی هند در بیش از پنجاه سال گذشته کارکرد داشته است، اگرچه پیروزی آن نیز با پشتوانه نهادهای دولتی کارساز است.

### مصوبات بازرگانی
تحریم، مرزبندی بازرگانی با یک کشور ویژه است که گاهی به آن برای کیفر آن کشور برای برخی از کارها به کار گرفته می‌شود. تحریم، یک گونه سختگیرانه از مرزبندی زورگویانه، و بستن راه بازرگانی یک کشور دیگر است. برای نمونه، آمریکا تحریم در برابر کوبا را برای بیش از ۴۰ سال دنبال کرده است.

### موانع بازرگانی
اگر چه بیشتر جاها، مرزبندیهای بازرگانی در میان کشورها هست، بازرگانی جهانی با سهمیه و مرزبندیهای دولتی برنامه‌ریزی و با تعرفه مشمول مالیات است. تعرفه بیشتر بر واردات است، اما گاهی پیش می‌آید که کشورها دیگر کشورها را به پرداخت تعرفه یا یارانه‌های صادراتی را وادار کنند. همه اینها موانع تجاری نامیده می‌شوند. اگر دولت موانع (بازدارنده‌های) بازرگانی را کنار بگذارد، یکی از زمینه‌های بازرگانی آزاد هست. دولتی که راهبردهای پشتیبانی از فراورده‌های داخلی را پیاده می‌کند موانع بازرگانی را پدیدمی‌آورد.

### دسترسیِ برابر
جنبش بازرگانیِ برابر، همچنین به نام جنبش برابری بازرگانی شناخته شده و به گسترش بهره‌گیری از نیروی کار، استانداردهای زیست‌محیطی و اجتماعی برای ساخت کالاها، به ویژه برای بازیگران اقتصادی از جهان سوم و جهانی دوم می‌پردازد، چنین باورهایی این گفتمان را آغاز کرد که آیا بازرگانی باید به نام حقوق بشر برنامه‌ریزی شود؛ واردات از بنگاهی که خودخواسته استانداردهای دادوستد منصفانه را دنبال کرده یا دولت‌ها که آن‌ها را از راه آمیزه ای از کار و قانون دادوستد به کار می‌بندند. راهبردهای بازرگانیِ برابر به گونه گسترده‌ای گوناگون است، مانند قدغن بودن یکسان کالاهای ساخته شده با بهره‌گیری از نیروی کار برده‌ها با کمترین دستمزد، مانند آن‌هایی که در ۱۹۸۰ قهوه فراوری می‌کردند. سازمان‌های غیردولتی نیز نقش بزرگی را در گسترش استانداردهای بازرگانیِ برابر با کارکردی همچون بازرسان خودگردان برای سازگاری با باید و نبایدهای وابسته به این دیدگاه بازی می‌کنند.

## دادوستد الکترونیک
این نوع از دادوستد که به روش آنلاین است و به معنی داد و ستد الکترونیک است. در دادوستد الکترونیک برترین و چالش‌برانگیزترین نکته ای که باید به آن نگاه شود، امنیت است که در این نوع از دادوستد بسیار سرنوشت ساز است.

## دادوستد خانه
دادوستد‌خانه یک لغت قدیمی است که برای اشاره به مکان‌هایی که در آن عمل دادوستد صورت می‌گیرد استفاده می‌شود. دکان و مغازه‌ها به مانند مغازه‌های بازار بزرگ تهران صورت‌های قدیمی تر و مقیاس کوچک دادوستد خانه‌ها و هلدینگ‌ها نمونه‌های بزرگ مقیاس این دادوستد خانه‌ها اند. به‌طور مثال می‌توان از شرکت‌های رفاه، افق کوروش، صبا تأمین، کانی اپال و اتکا نام برد.